# Paul Wild
 (juillet 2024).
Si vous disposez d'ouvrages ou d'articles de référence ou si vous connaissez des sites web de qualité traitant du thème abordé ici, merci de compléter l'article en donnant les références utiles à sa vérifiabilité et en les liant à la section « Notes et références ».
Pour les articles homonymes, voir Wild.
Paul Wild (prononcé vilt), né le 5 octobre 1925, à Wädenswil, en Suisse, et mort le 2 juillet 2014, à Berne, est un astronome suisse qui a découvert plusieurs comètes et supernovae et de nombreux astéroïdes. Il ne doit pas être confondu avec le radioastronome australien John Paul Wild.

## Biographie
Après des études à Zurich, en Suisse, Paul Wild travailla au California Institute of Technology (Caltech), à Pasadena, aux États-Unis. Sous le tutorat de Fritz Zwicky, il rechercha des galaxies et des supernovas de 1951 à 1955.
Il fut directeur de l'Institut d'astronomie de l'université de Berne de 1980 à 1991. Il effectuait ses observations à l'observatoire Zimmerwald.

## Découvertes
Le professeur Wild découvrit plusieurs comètes, dont les comètes périodiques 63P/Wild, 81P/Wild, 86P/Wild et 116P/Wild. Il travailla avec Fritz Zwicky.
D'après le Centre des planètes mineures, il découvrit quatre-vingt quatorze astéroïdes, dont notamment l'astéroïde Apollon (1866) Sisyphe et les astéroïdes Amor (2368) Beltrovata et (3552) Don Quichotte.
Il découvrit 41 supernovae (plus huit codécouvertes), débutant avec SN 1954A, la plus récente étant SN 1994M.
L'astéroïde (1941) Wild a été nommé en son honneur.